# Comuna Horgești, Bacău
Horgești (în maghiară Horgyest) este o comună în județul Bacău, Moldova, România, formată din satele Bazga, Galeri, Horgești (reședința), Mărăscu, Răcătău de Jos, Răcătău-Răzeși, Recea și Sohodor.

## Așezare
Comuna este situată în zona central-estică a județului, la sud de municipiul Bacău, pe malul stâng al Siretului (în dreptul lacului de acumulare Răcăciuni) și în bazinul hidrografic al afluentului acestuia, Răcătău. Este străbătută de șoseaua județeană DJ252B, care o leagă spre sud de Pâncești și spre nord de Gioseni, Tamași și Buhoci. La Răcătău de Jos, din acest drum se ramifică șoseaua județeană DJ252A, care duce spre nord la Parincea.

## Demografie
Componența etnică a comunei Horgești
     Români (91,48%)
     Alte etnii (0%)
     Necunoscută (8,52%)
Componența confesională a comunei Horgești
     Ortodocși (46,04%)
     Penticostali (28,16%)
     Romano-catolici (14,85%)
     Baptiști (2,01%)
     Alte religii (0,3%)
     Necunoscută (8,64%)
Conform recensământului efectuat în 2021, populația comunei Horgești se ridică la 5.267 de locuitori, în creștere față de recensământul anterior din 2011, când fuseseră înregistrați 4.583 de locuitori. Majoritatea locuitorilor sunt români (91,48%), iar pentru 8,52% nu se cunoaște apartenența etnică. Din punct de vedere confesional, cei mai mulți locuitori sunt ortodocși (46,04%), cu minorități de penticostali (28,16%), romano-catolici (14,85%) și baptiști (2,01%), iar pentru 8,64% nu se cunoaște apartenența confesională.

## Politică și administrație
Comuna Horgești este administrată de un primar și un consiliu local compus din 15 consilieri. Primarul, Alina-Adriana Temea[*], de la Partidul Social Democrat, este în funcție din 1 noiembrie 2024. Începând cu alegerile locale din 2024, consiliul local are următoarea componență pe partide politice:
|  | Partid                          | Consilieri | Componența Consiliului | Componența Consiliului | Componența Consiliului | Componența Consiliului | Componența Consiliului | Componența Consiliului | Componența Consiliului | Componența Consiliului |
|  | ------------------------------- | ---------- | ---------------------- | ---------------------- | ---------------------- | ---------------------- | ---------------------- | ---------------------- | ---------------------- | ---------------------- |
|  | Partidul Social Democrat        | 8          |                        |                        |                        |                        |                        |                        |                        |                        |
|  | Uniunea Salvați România         | 4          |                        |                        |                        |                        |                        |                        |                        |                        |
|  | Partidul Național Liberal       | 2          |                        |                        |                        |                        |                        |                        |                        |                        |
|  | Alianța pentru Unirea Românilor | 1          |                        |                        |                        |                        |                        |                        |                        |                        |

## Istorie
La sfârșitul secolului al XIX-lea, pe teritoriul actual al comunei funcționa, în plasa Siretul de Jos a județului Bacău, comuna Răcătău, formată din satele Răcătău-Răzeși, Gura Răcătăului, Slobozia-Răcătău, Bâzga și Răcea, având în total 936 de locuitori. În comuna Răcătău existau trei biserici, două mori de apă și o școală mixtă în satul Răcătău. Satul Horgești aparținea la acea vreme comunei Gioseni.
Anuarul Socec din 1925 consemnează formarea comunei Horgești în plasa Siret a aceluiași județ, având în compunere satele Fundu Văii, Horgești, Petrești, Socii, Valea lui Drob și Valea lui Noe (după desființarea comunei Petrești), având în total 3250 de locuitori. Comuna Răcătău făcea parte din plasa Răcăciuni a județului Bacău și avea 388 de locuitori în satele Bazga de Jos, Bazga de Sus, Galeri, Gura Răcătău, Răcătău-Răzeși, Slobozia-Răcătău, Recea de Jos și Recea de Sus.
În 1950, comunele au trecut la raionul Bacău al regiunii Bacău. În 1968, au revenit la județul Bacău, reînființat, iar comuna Răcătău a fost desființată și satele ei incluse în comuna Horgești, în timp ce satul Petrești a trecut la comuna Pâncești. Satul Gura Răcătău a fost desființat și comasat cu satul Gura Răcătău.

## Monumente istorice
Patru obiective din comuna Horgești sunt incluse în lista monumentelor istorice din județul Bacău ca monumente de interes local. Două dintre ele sunt clasificate ca situri arheologice — necropola tumulară din punctul „Movilița” de la Răcătău de Jos, aparținând culturii geto-dacice (perioada Latène, secolele I î.e.n.–I e.n.); și așezarea fortificată „Cetățuia” de la nord-est de satul Sohodor, pe malul stâng al Răcătăului, aparținând culturii Monteoru din Epoca Bronzului. Celelalte două sunt clasificate ca monumente de arhitectură: biserica de lemn „Sfinții Voievozi” (1885) și conacul Strat (1890), astăzi sediul primăriei, ambele aflate în satul Horgești.

## Personalități
- Paul Anghel (1931 - 1995), romancier, eseist, dramaturg.